# Manuel Covarrubias Ortúzar
Manuel Covarrubias Ortúzar (Melipilla, 1792-Santiago, 3 de septiembre de 1870) fue un político conservador chileno.

## Familia y estudios
Nació en Melipilla en 1792, hijo de Manuel Covarrubias Barbosa y Josefa Ortúzar Ibáñez. Heredó de su padre parte de la estancia "Picó", en su comuna natal, y su madre le cedió parte de la estancia "Almagüe", en la comuna de Pichidegua.
En 1810 se incorporó al Regimiento de Caballería de Milicias Provinciales de Borbón del partido de Melipilla.
Se casó el 23 de mayo de 1823, con su prima hermana María de la Luz Ortúzar Formas, con quien tuvo seis hijos; entre ellos, Álvaro, quien fuera diputado y senador del Partido Liberal, y Ramón, quien  ejerciera el mismo cargo, pero en representación del Partido Conservador.

## Carrera política
Miembro del Partido Conservador, fue elegido como diputado suplente por Casablanca, por el período 1837-1840; se incorporó el 14 de junio de 1839, no habiéndolo hecho el propietario, porque también había sido electo por Puchacay, diputación por la que optó.
Fue nuevamente elegido como diputado suplente por Casablanca, para el periodo 1840-1843; se incorporó en propiedad, en reemplazo de Manuel Montt. Integró la Comisión Permanente Calificadora de Peticiones. Luego, fue elegido como diputado propietario por Caupolicán, por el período 1843-1846; se incorporó el 26 de junio de 1843.
Obtuvo la reelección como diputado propietario por Caupolicán, para el período 1846-1849; integró la Comisión Permanente de Elecciones y Calificadora de Peticiones.
Por último, en las elecciones parlamentarias de 1849, fue elegido como diputado propietario por Cauquenes, por el período 1849-1852; continuó en la Comisión Permanente de Elecciones y Calificadora de Peticiones.
Realizó su testamento el 25 de junio de 1870 y falleció en Santiago, el 3 de septiembre del mismo año.